# Рушевине сеоске цркве (Горња Гуштерица)
Рушевине сеоске цркве се налазе у Горњој Гуштерици, у општини Липљан, на Косову и Метохији. Представљају непокретно културно добро као споменик културе.
Село Горња Гуштерица, које се налази десно од пута Липљан-Јањево, помиње се у грачаничкој повељи из 1314-1316. године и у повељи краља Стефана Душана око 1331. године као и у турском попису Области Бранковића 1455. године. У селу се налазе остаци цркве зидане блоковима камена и цигле.

## Основ за упис у регистар
Решење Покрајинског завода за заштиту споменика културе у Приштини, бр. 113 од 9. 5. 1983. г. Закон о заштити споменика културе (Сл. лист САПК бр. 19/77.)